# Gilda Bartoloni
Gilda Bartoloni (Rome, 2 septembre 1944) est une étruscologue et professeure d'université italienne.

## Publications
- Le tombe da Poggio Buco nel Museo Archeologico di Firenze, Istituto Nazionale di Studi Etruschi, Monumenti etruschi, vol. 3, Olschki editore, Florence, 1972.
- (de) (avec Maja Sprenger) Die Etrusker: Kunst und Geschichte, Hirmer, Monaco, 1977.
- (avec Filippo Delpino), Veio I. Introduzione allo studio delle necropoli arcaiche di Veio. Il sepolcreto di Valle La Fata, Accademia dei Lincei, Rome, 1979.
- (avec Maja Sprenger), Etruschi. L'arte, Jaca Book, Milan, 1983.
- Le urne a capanna rinvenute in Italia, Giorgio Bretschneider Editore, Rome, 1987.
- La cultura villanoviana. All'inizio della storia etrusca, Carocci Editore, Rome, 2002.
- Le società dell'Italia primitiva. Lo studio delle necropoli e la nascita delle aristocrazie, Carocci Editore, Rome, 2003.
- (avec Gilda Benedettini), Corpus delle stipi votive in Italia. Vol. 21: Veio. Il deposito votivo di comunità, Giorgio Bretschneider Editore, Rome, 2011.
- Il culto degli antenati a Veio. Nuove testimonianze, Officina edizioni, Rome, 2011.
- Introduzione all'etruscologia, Hoepli, Milan, 2012.
- Riflessioni su Pyrgi. Scavi e ricerche nelle aree del santuario, L'Erma di Bretschneider, Rome, 2013.